# Mariager
Mariager es una pequeña ciudad de Dinamarca en la región de Jutlandia Septentrional, junto al fiordo de Mariager. Tiene 2.589 habitantes en 2012 y pertenece al municipio de Mariagerfjord.
Su nombre significa "lugar de María" y su historia inicia con un monasterio brigidino del siglo XV.

## Historia
En donde hoy se ubica Mariager se realizaban actividades de pesca y sirvió de sitio de cruce a través del fiordo. A mediados del siglo XV se estableció un convento de monjas brigidinas llamado Mariager Kloster. Este monasterio, además del de Maribo, fue el único que la Orden de Santa Brígida tuvo en Dinamarca. Los privilegios que tuvo el monasterio, que llegaría a ser uno de los más ricos del país hacia el año 1500, implicó el crecimiento de un poblado junto a él, que rivalizaría con la cercana ciudad de Hobro. Sin embargo, con la llegada de la reforma protestante el monasterio fue expropiado y la localidad perdió gran parte de su importancia.
En 1592, Mariager fue nombrada oficialmente ciudad comercial (købstad). La producción de cal viva implicó cierto renacimiento de la ciudad, pero al perder relevancia en el siglo XVII, la economía se vino abajo. Durante el siglo XVIII la ciudad exportaba una pequeña cantidad de cereal a Noruega y producía brændevin. En 1804 se construyó un nuevo puerto, lo que revitalizó parcialmente el comercio, pues la ciudad servía, en cierto modo, de puerto de la ciudad de Viborg.
A mediados del siglo XIX se volvió a explotar la cal viva, esta vez de manera industrial. En la segunda mitad del siglo se estableció la producción industrial de brændevin, de ladrillos y de cemento, pero la actividad industrial continuó siendo escasa en relación con la media del país. El crecimiento de Mariager era muy lento debido a la competencia de ciudades vecinas como Hobro y Randers. Al cambio de siglo, Mariager contaba con 800 o 900 habitantes, con lo que era una de las ciudades danesas más pequeñas.
En 1904, con la inauguración del puente de Hadsund, Mariager perdió su importancia como sitio de cruce del fiordo y su desarrollo casi se detuvo por completo. Además, Mariager no estuvo conectada a la red ferroviaria sino hasta 1927, cuando se inauguró una línea privada hacia Viborg.
Debido a su escaso desarrollo, Mariager conserva bastante bien su centro histórico. El turismo ha crecido en la ciudad desde la segunda mitad del siglo XX y representa una de las principales actividades económicas de la ciudad. Otra importarte fuente de empleos es una institución para discapacitados fundada en 1940. En 1970 se creó el municipio de Mariager, mismo que desaparecería en 2007, al integrarse al nuevo municipio de Mariagerfjord.